# Keleti-kőfejtő 4. sz. barlang
A Keleti-kőfejtő 4. sz. barlang a Duna–Ipoly Nemzeti Parkban lévő Budai Tájvédelmi Körzetben, Budapest III. kerületében található egyik barlang.

## Leírás
A budai termálkarszt keleti részén, a Mátyás-hegy DK-i, felhagyott, kétszintes kőfejtőjének felső szintjén, az É-i sziklafal középső részén, 4–5 m relatív magasságban van a már messziről látható, ovális, kb. 3 m széles, 1 m magas, természetes jellegű, de mesterségesen megnyílt, vízszintes tengelyirányú, DK felé nyíló bejárata. A Keleti-kőfejtő 4. sz. barlang a Keleti-kőfejtő 3. sz. barlang alatt, jobbra 4 m-re nyílik. A bejárat környéke sok helyen likacsos, sejtes.
Felső eocén mészkőben, Szépvölgyi Mészkő Formációban alakult ki. Réteglapok mentén a mélyből feltörő hévizek keveredési korróziója miatt keletkezett. Főtéje üstös oldásformákkal tagolt. Nagyon feltölti a kovás, finomszemcsés törmelék a kétfelé ágazó folyosóját. A járatok nagyon porosak. A könnyen járható, lezáratlan barlang szabadon, barlangjáró alapfelszereléssel látogatható.
Előfordul a Keleti-kőfejtő 4. sz. barlang az irodalmában 4-es barlang (Acheron 1993), 4-es sz. barlang (Fehér, Fritz 1996), 4. sz. barlang (Kárpát 1984), 4.sz. barlang (Kárpát 1984), 4.sz.barlang (Kárpát 1984), 4. sz. üreg (Kárpát 1983), Keleti-kőfejtő 3.sz. barlangja (Leél-Őssy 1995), Mátyás-hegyi DK-i kőfejtő 4.sz. barlang (Kárpát 1983) neveken is. Lehet, hogy a Mátyáshegyi 4. sziklaüreg (Bertalan 1976) és a Mátyás-hegyi 4. sz. sziklaüreg (Kordos 1984) nevek a Keleti-kőfejtő 4. sz. barlang névváltozatai.

## Kutatástörténet
Közelben lakó, idős emberek elmondása alapján sok üreg volt a kőfejtő talpszintjén akkor, amikor működött a kőbánya. A felső bányaudvar falán található sok kis barlang és a sok barlangindikáció, képződmény arra utal, hogy a kőfejtés egy nagy barlangot pusztított el, vagy a nagy barlang felső részét. A ma látható barlangok ennek a nagy barlangnak a maradványai. Az 1943. évi Barlangvilágból megtudható, hogy Bertalan Károly és Albert Béla, a Buda környéki barlangok módszeres feldolgozásának keretében, átkutattak a Mátyás-hegy és a Kecske-hegy kőfejtőiben lévő 14 kis üreget.
Az 1957. évi Földrajzi Értesítőben napvilágot látott, Leél-Őssy Sándor által írt tanulmányban meg vannak említve a mátyás-hegyi nagy kőfejtő üregei, amelyek nummuliteszes mészkőben alakultak ki. A tanulmányban lévő, a Budai-hegység barlangjainak földrajzi elhelyezkedését bemutató helyszínrajzon megfigyelhető a Mátyás-hegy nagy kőfejtőjében található üregek földrajzi elhelyezkedése. (Ezek az üregek a helyszínrajzon a hévizes eredetű barlangokhoz vannak sorolva.) Az 1958-ban kiadott, Budapest természeti képe című könyvben az olvasható, hogy a Mátyás-hegy D-re néző nagy kőfejtőjének falában vannak hévizes eredetű üregek. Az 1961-ben megjelent, Vitéz András és Pap Miklós által szerkesztett, Budapest című könyvben szó van arról, hogy a Mátyás-hegy DK-i oldalában található kőfejtőben üregeket láthat a kiránduló, melyek a Mátyás-hegyi-barlanghoz hasonlóak, de kis méretűek.
Az 1963. évi Karszt- és Barlangkutatási Tájékoztatóban publikált jelentésben meg van említve, hogy a BEAC Barlangkutató Csoport 1962-ben kutatta a Mátyás-hegy K-i kőfejtőjét. A kőfejtő sziklafalán látszik néhány nyílás, melyek közül kettő (jelenlegi állapotuk szerint) barlangnak nevezhető. Kutatásukkal még nem foglalkozott senki. Láng Gábor geológus feltérképezte az üregeket. A jellegzetes gömbfülkék utalnak az üregek hévizes eredetére. Kb. 4 m átmérőjű a legnagyobb. A Barit-barlang feltárásán kívül még két másik helyen is biztató a kutatás.
Az 1964. évi Karszt- és Barlangkutatási Tájékoztatóban szó van arról, hogy a Budapest III. kerületében elhelyezkedő Mátyás-hegy Dunára tekintő kőfejtőjében, 1963-ban találhatók régóta ismert üregmaradványok. Nagyon fel van töltődve a gömbfülkékből és hidrotermális hasadékokból álló üregrendszer. A BEAC Természetjáró Szakosztály Barlangkutató Csoportjának tagjai 1962-től végeznek feltáró munkát a kőfejtő néhány pontján. 1963-ban, kb. 200 órát dolgozva előre tudtak haladni több helyen. Úgy látták, hogy a helyzet biztató, de csak sok munkával érhetnek el eredményt. Tervezték, hogy 1964-ben folytatják a feltáró munkát a kőfejtőben. Elkezdték a hely kőzettani és ásványtani feldolgozását, a terület pontos felmérését, beszintezését és feltérképezését. Minden bizonnyal tavasszal befejezik a térképkészítő munkát.
Az 1966-ban kiadott, Budai-hegység útikalauz című könyvben az van írva, hogy a Mátyás-hegy másik (DK-i) kőfejtőjében (nem a Mátyás-hegyi-barlang kőfejtőjében) is vannak kis barlangüregek. 9 üreg vált ismertté ebben a kőbányában. Az 1972. évi Karszt és Barlangban közölve lett, hogy 1972. április 24-én (a Budapesti Rendőrfőkapitányság kérésére), eltűntek megtalálása miatt, a Barlangi Mentőszolgálat tagjai átvizsgálták a Mátyás-hegy keleti kőfejtőjének üregeit.

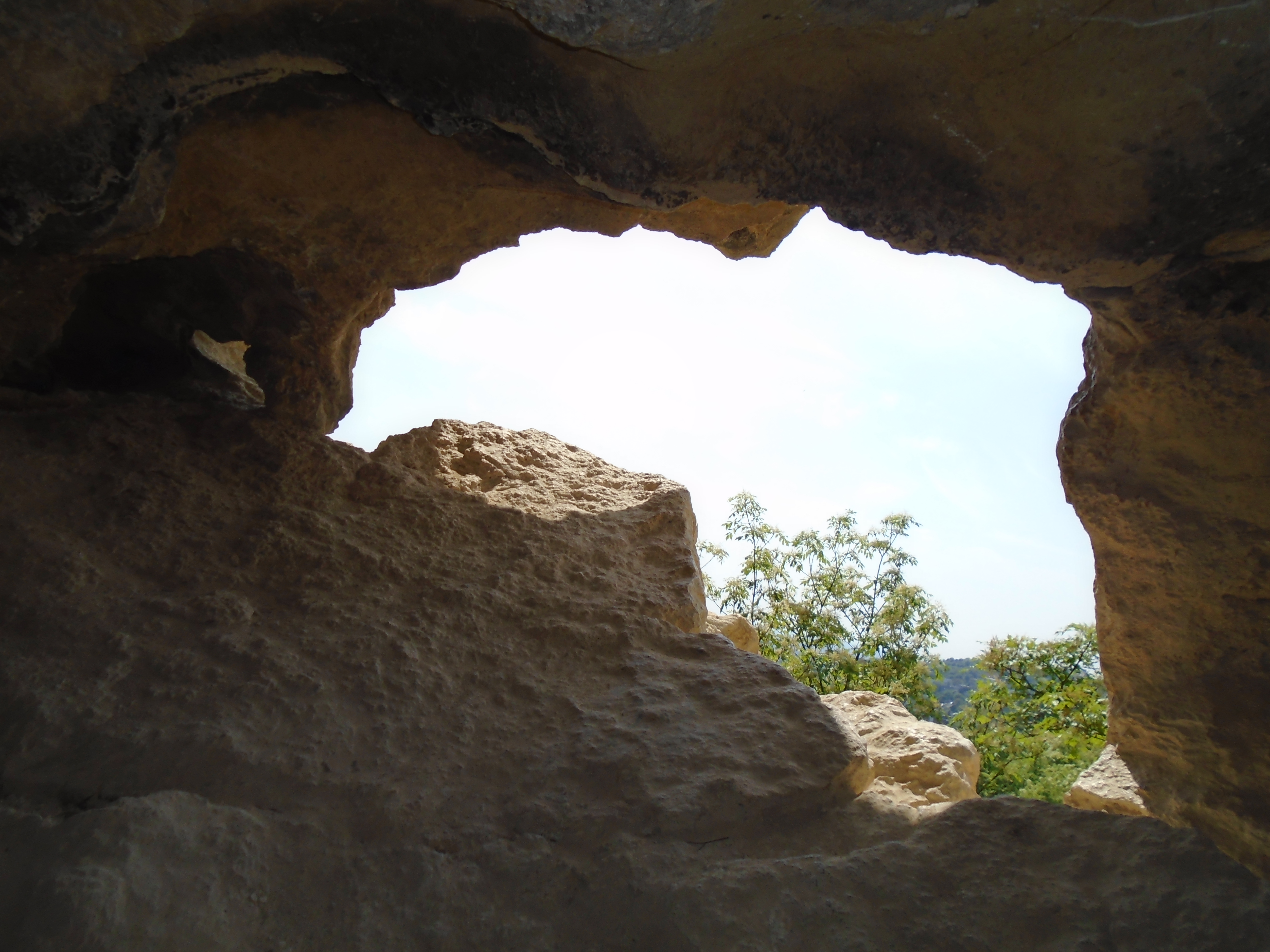
A Keleti-kőfejtő 4. sz. barlang bejárata

Az 1976-ban befejezett, Magyarország barlangleltára című kéziratban szereplő, a Mátyás-hegy DK-i kőfejtőjében lévő barlangok közül lehet, hogy ez a barlang van röviden leírva Mátyáshegyi 4. sziklaüreg néven. A Mátyáshegyi 4. sziklaüregnek a Budapest III. kerületében lévő DK-i kőfejtőben, a fal tövétől 5–6 m magasan, a Mátyáshegyi 5. sziklaüregtől K-re van a bejárata. A kőfejtő fő falának legkeletibb nyílása. A kb. 20 m hosszú barlang sziklamászással és nehezen volt megközelíthető. Száraz, korróziós eredetű üreg aragonitbevonattal és tavi szinlővel. A kézirat barlangra vonatkozó része egy kézirat alapján lett írva, de az említett kézirat már nem létezik. A Vass Imre Barlangkutató Csoport 1978. évi jelentésében az van írva, hogy a csoport több éve végzi a Mátyás-hegyen lévő K-i kőfejtő kutatását és térképezését. A kőfejtő néhány fülkéjét a fiatal csoporttagok 1978-ban megbontották, melynek eredményeként 2–3 m-rel meghosszabbítottak néhány fülkét, de nem értek el jelentős eredményt. Az 1982-ben napvilágot látott, Budai-hegység útikalauz című kiadvány szerint a Mátyás-hegy K-i oldalának kőbányájában vannak hévizes eredetű kis üregek.
Kraus Sándor 1983. február 6-án úgy látta, hogy a kis kőfejtő felső pereménél, ott, ahol a hegyoldal véget ér, a szálkőzetben van két üreg. Az Acheron Barlangkutató Szakosztály 1983-ban elkezdte kutatni és dokumentálni a kőfejtő üregeit. Kárpátné Fehér Katalin és Máté Erika 1983-ban felmérték a barlangot, majd a felmérés adatainak felhasználásával elkészült a Keleti-kőfejtő 4. sz. barlang alaprajz térképe és 3 keresztmetszet térképe. A térképek 1:100 méretarányban mutatják be a barlangot. Kárpátné Fehér Katalin és Kárpát József 1983-ban megszerkesztették a Mátyás-hegy DK-i kőfejtőjének térképét, amelyen a Keleti-kőfejtő 4. sz. barlang elhelyezkedése és alaprajza is látszik. A barlang a térkép szerint 234 m tengerszint feletti magasságban helyezkedik el.

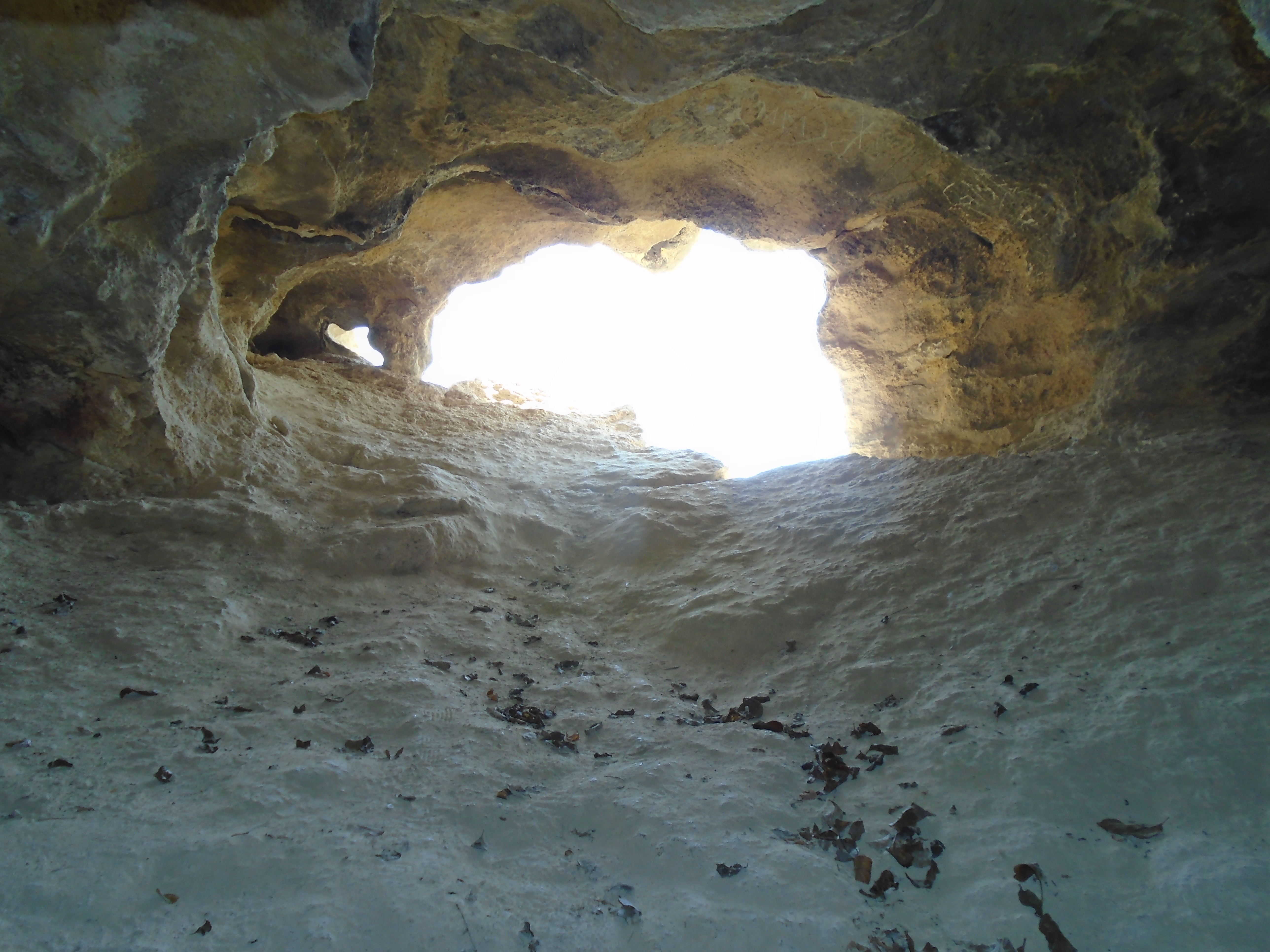
A Keleti-kőfejtő 4. sz. barlang eleje

Kárpát József ebben az évben rajzolt egy topográfiai térképet, amelyen látszik a Mátyás-hegyi-barlang és a DK-i kőfejtő üregeinek elhelyezkedése. A térképen az üregek újra vannak számozva. A szakosztály a Keleti-kőfejtő 4. sz. barlangban 1983-ban nem kutatott és bontott, mert nem volt rá ideje. Az 1983. évi szakosztályi jelentés szerint a hegy geológiai viszonyai és a területen ismert barlangok, valamint üregek miatt itt valószínűleg a jelenleginél nagyobb üregrendszer van. A kőbánya üregeinek feltárásával lehetőség nyílhat a Mátyás-hegyi-barlangrendszer jobb megismerésére. Év elején, a területen, a szakosztály tagjai rendszeresen végeztek terepbejárásokat. A szakosztály kidolgozta a kőfejtő kutatási tervét. Az általuk ismert és az általuk megtalált szakirodalom alapján nem tudták az üregek neveit és számait beazonosítani. Az 1983. évi MKBT Beszámolóban megjelent a barlang 1983-ban készült alaprajz térképe és 3 keresztmetszet térképe, valamint a kőfejtő 1983-ban szerkesztett topográfiai térképe.
Az 1984. évi szakosztályi jelentésben az olvasható, hogy a Mátyás-hegy DK-i, már nem művelt kőfejtőjében van sok, hévizes eredetű üregrendszer, melyek eocén mészkőben és bryozoás márgában alakultak ki. 220–245 m tengerszint feletti magasságban vannak a kőfejtéskor feltárt barlangmaradványok. Ezek (a terület szomszédos barlangrendszereihez hasonlóan) tektonikus előkészítés és mélyből feltörő hévizek keveredési korróziója miatt jöttek létre. A Keleti-kőfejtő 4. sz. barlang a Keleti-kőfejtő 3. sz. barlang alatt 4 m-re nyílik. A 18,5 m hosszú barlang réteglapmenti korrózió miatt jött létre. Nagyon feltölti a kovás, finomszemcsés törmelék kétfelé ágazó folyosóját. A jelentésben van két olyan fénykép, amelyek a kőfejtő homlokfalát mutatják be. A fényképeken be van jelölve a Keleti-kőfejtő 4. sz. barlang bejárata. A kéziratba bekerült egy olyan fénykép is, amely közelről szemlélteti a barlangbejáratot.

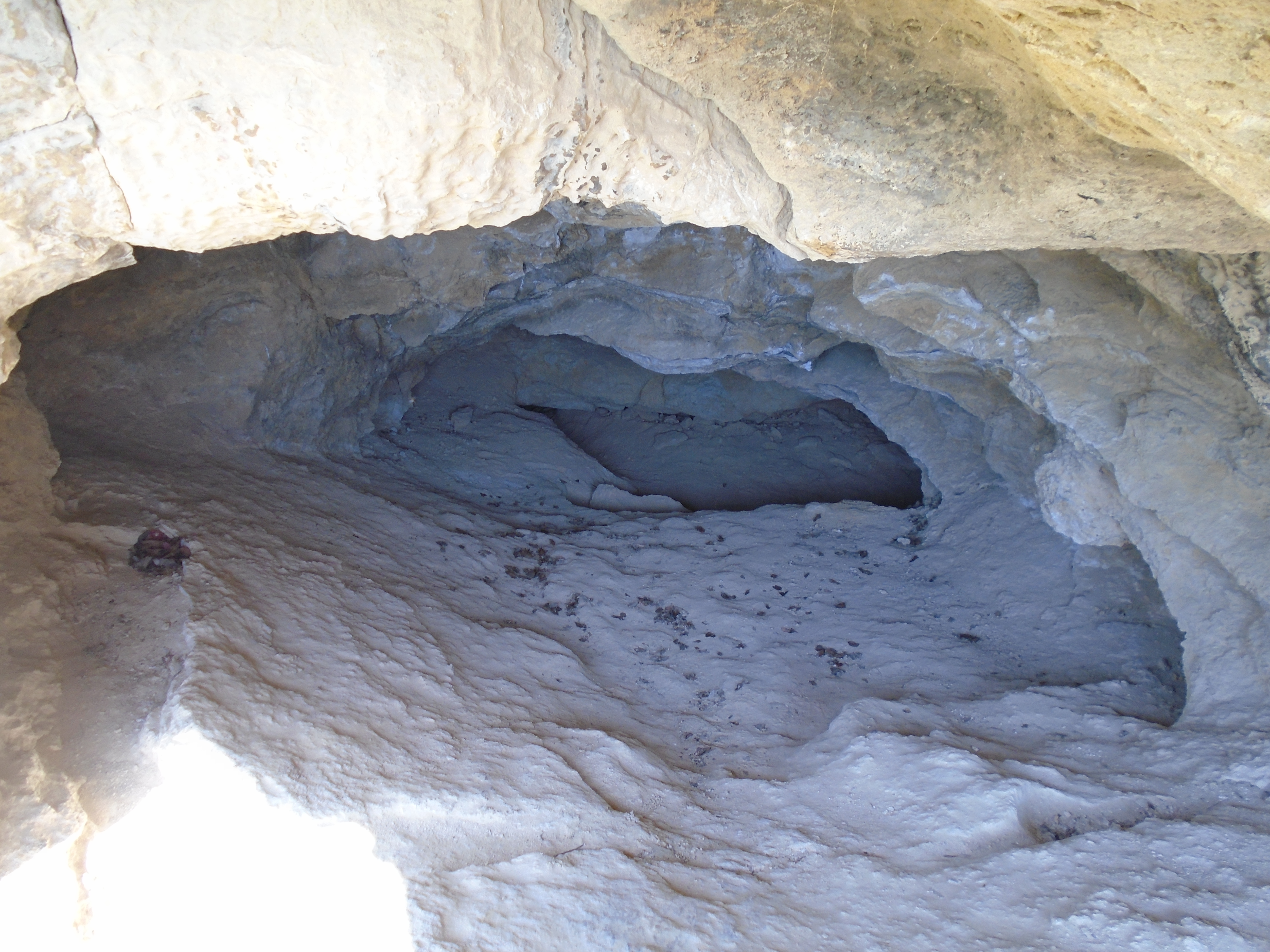
A Keleti-kőfejtő 4. sz. barlang belseje

Az 1984. évi MKBT Beszámolóban publikálva lett a barlang leírása, 1983-ban rajzolt alaprajz térképe és a DK-i kőfejtő 1983-ban készült topográfiai térképe. Az 1984-ben kiadott, Magyarország barlangjai című könyv országos barlanglistájában lehet, hogy ez a barlang szerepel a Budai-hegység barlangjai között Mátyás-hegyi 4. sz. sziklaüreg néven. A listához kapcsolódóan látható a Dunazug-hegység barlangjainak földrajzi elhelyezkedését bemutató 1:500 000-es méretarányú térképen az említett barlang földrajzi elhelyezkedése.
Az 1991. évi szakosztályi jelentésben az van írva, hogy a kőbánya legtöbb barlangjának kutatását akkor lehet folytatni, ha azok biztonságossá vannak téve ácsolással és betonozással. A kis barlangok állapota tovább romlik, mert nem áll módjukban lezárni a barlangokat. A rongálás leginkább a képződményeken látszik. A kőbánya nagyon ígéretes terület, leginkább a Mátyás-hegyi-barlang felé található feltáratlan területek irányába érdemes kutatni. A szakosztály a barlangban, 1992-ben végzett próbabontást, de nem sikerült nagy eredményt elérni. Tervezték a tagok, hogy a következő évben folytatják kutatását. A barlang a szakosztály 1993. évi jelentése szerint 18,5 m hosszú. A jelentésbe bekerült egy olyan helyszínrajz, amelyen a kőfejtő barlangjainak elhelyezkedése látszik. A helyszínrajzon jelölve van a Keleti-kőfejtő 4. sz. barlang helye.
Az 1995. évi Földtani Közlönyben megjelent tanulmányban az olvasható, hogy 1900 körül, a Pálvölgy környékén intenzív lett a kőbányászat, és emiatt tárták fel a DK-i kőfejtő barlangjait. A kőfejtő üregeinek egy részét a kőbányászat után tárták fel. Kb. 250 m a jelenleg ismert járathossz a kőfejtőben. A lefejtett járathossz nehezen becsülhető meg, de legalább még egyszer ennyi lehetett. A tanulmányban Keleti-kőfejtő 3.sz. barlangja a neve. A barlang lapos, 3×1 m-es bejárata 15 m relatív magasságban van. Kétfelé ágazik a kb. 25 m hosszú barlang poros folyosója. A tanulmányhoz mellékelve lett a Rózsadomb és környéke barlangjainak helyszínrajza, illetve a Mátyás-hegyen lévő, K-i kőfejtő barlangjainak helyszínrajza. A két helyszínrajzon jelölve van a Keleti-kőfejtő 4. sz. barlang helye. A tanulmány végén megfigyelhető a barlang bejáratának fényképe (a fénykép távolról készült).

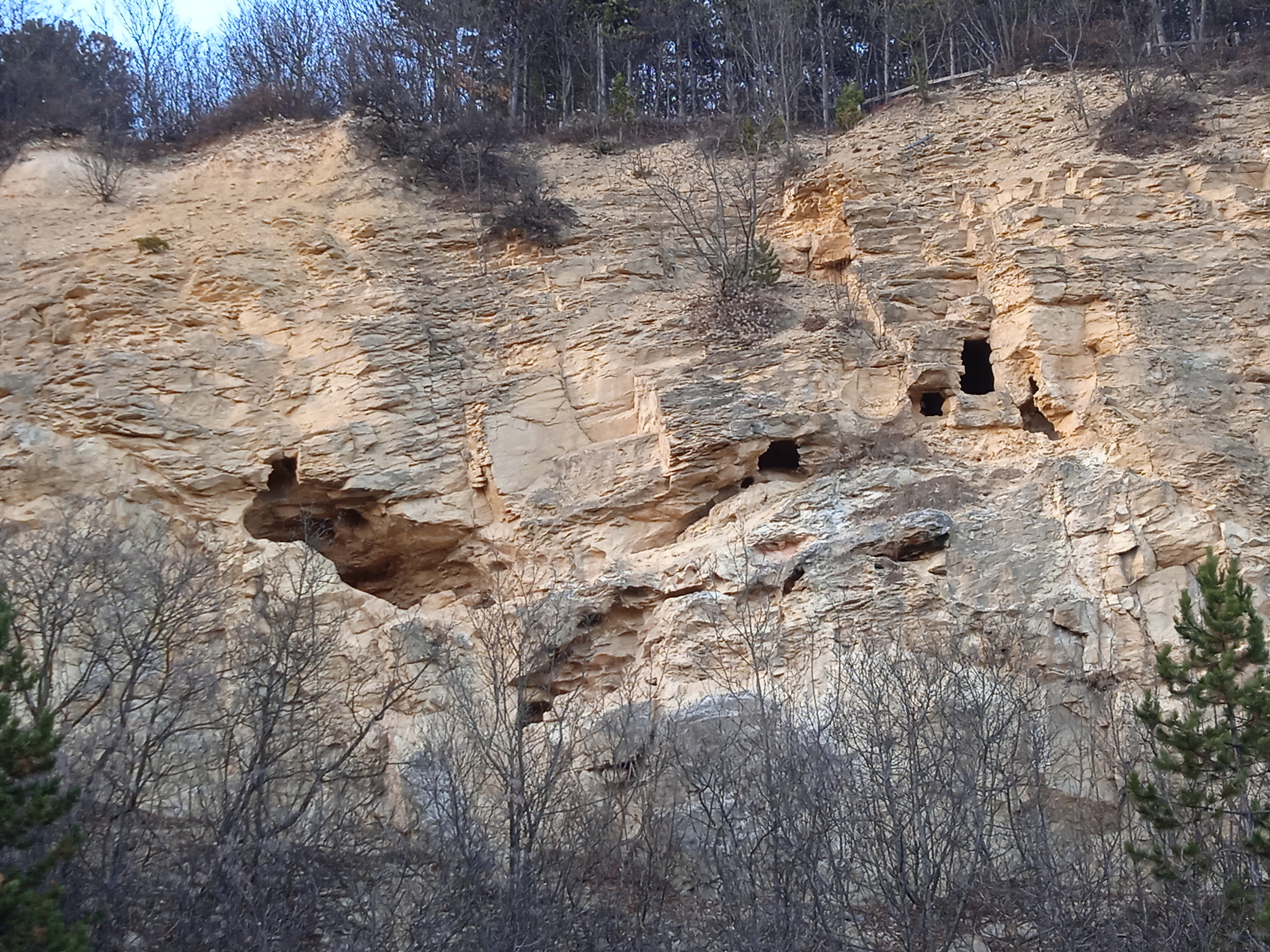
A Keleti-kőfejtő 3. sz. barlang, a Keleti-kőfejtő 4. sz. barlang és a Keleti-kőfejtő 5. sz. barlang bejáratai

A Pagony Barlangkutató Csoport 1995-ben elkészítette a kőfejtő szpeleotopográfiai térképét, amely 1:1000 méretarányban mutatja be a kőfejtőt. A térképen látszik a barlang földrajzi elhelyezkedése, valamint alaprajza. A barlang DK/4 jelzéssel van jelölve a térképen. A csoport 1995. évi jelentésébe bekerült a szpeleotopográfiai térkép. A kéziratban van egy helyszínrajz, amelyen a DK-i kőfejtő fosszíliáinak lelőhelyei vannak feltüntetve. A helyszínrajz 1:1000 méretarányban mutatja be a kőfejtőt. A helyszínrajzon látszik a barlang elhelyezkedése és alaprajza, de fosszília nem került elő belőle. A jelentésbe bekerült egy vegetációtérkép, amelyen látszik a barlang elhelyezkedése és alaprajza.
Az 1997. évi MKBT Műsorfüzetben az van írva, hogy a Magyar Karszt- és Barlangkutató Társulat 1997. évi kutatótáborának egyik tervezett kutatási helye volt. A 4-es barlangban lehet bontani, ahol remény van lefelé és É-i irányba haladó járatok feltárására. A járatok folytatása kézi geofizikai módszerrel, azaz varázsvesszővel ki van mutatva. Az Ariadne Karszt- és Barlangkutató Egyesület 1998. évi jelentésében az van írva, hogy a Keleti-kőfejtő 4. sz. barlangnak és a Keleti-kőfejtő 5. sz. barlangnak az É-i falban lévő és messziről látszó bejáratai mögött található járatok zöme egy letolódási zóna mentén jött létre a bryozoás márgában, valamint mennyezetük tagolva van üstös oldásformákkal. A letolódási sík zónájában elhelyezkedő, mészkő és márga érintkezésénél létrejött barlangokban, például a Keleti-kőfejtő 4. sz. barlangban, gázbuborék-áramlási csatornák mentén van még remény arra, hogy új barlangjáratok legyenek felfedezve. Lehetőség van az 5–15 m-rel mélyebben lévő mészkő elérésére tektonikai sík mentén lefelé haladva. Addig azonban nagy mennyiségű kitöltés eltávolítása szükséges.

## További irodalom
- Bertalan Károly: Kézi jegyzetek. Kézirat. (1959-től íródott.)